# Petrus Mangold (Mediziner)
Petrus Mangold (* 25. Dezember 1686 in Mönchenstein, Schweiz; † 11. Mai 1758 in Durlach, Deutschland) war schweizerisch-deutscher Mediziner und Jurist sowie Mitglied der Gelehrtenakademie „Leopoldina“.

## Leben
Petrus Mangold wurde am 25. Dezember 1686 in der Nähe von Basel in der Schweiz geboren. Andere Quellen geben als Geburtsdatum den 15. Dezember 1686 an. Petrus Mangold war Student der Philosophie an der Universität Basel, später Assessor der medizinischen Fakultät in Basel. Mangold studierte auch an der Universität Tübingen unter anderem bei dem Rechtswissenschaftler Michael Grass dem Jüngeren. Hier wurde er im Jahr 1720 promoviert.
Petrus Mangold wurde am 14. September 1708 unter der Matrikel-Nr. 282 mit dem akademischen Beinamen HERACLITUS I. als Mitglied in die Deutsche Akademie der Naturforscher Leopoldina aufgenommen.
Als Sterbeort ist Durlach bei Karlsruhe genannt. Andere Quellen sprechen von Kirchen am Rhein als Sterbeort.

## Veröffentlichungen
- Graß, Michael und Mangold, Peter: Theses Iuridicae Inaugurales Ex Variis Iurium Materiis depromtae. Quas ... Michaele Grasso, U. I. D. ... Ad Diem 16. Novembr. Anno MDCCXX. publicae & solenni Eruditorum disquisitioni submittit Petrus Mangolius, Helv. Basil. Tubingae, Franckius 1720, 16 Seiten. Tübingen, Univ., Diss., 1720 (lat).
- Decanus Et Collegium Facultatis Juridicae In Alma Eberhardina L. S. : Deposcit has partes Industria, & ipsa omnino Virtus ... Dn. Joannes Fridericus Bonhoefer ... Dn. Petrus Mangoldius, Basileensis Helvetius. Eberhard Karls Universität Tübingen. Juristenfakultät; Bonhoeffer, Johann Friedrich [GefeierteR]. - Tübingen : Universitätsbibliothek, 1720.